# Berner Alpen

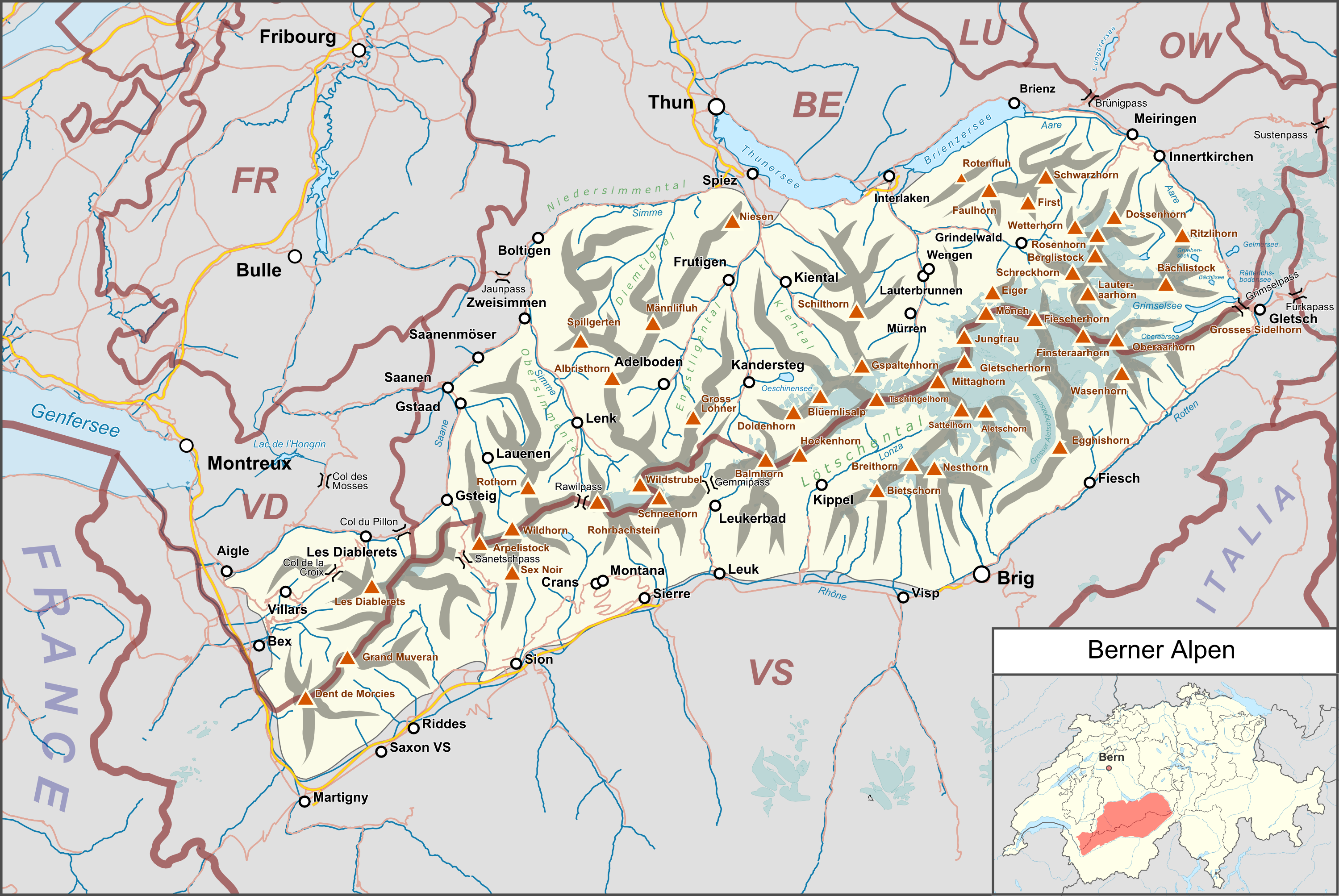
De Berner Alpen

De Berner Alpen is een bergketen in Zwitserland, die deel uitmaakt van de Alpen. De Berner Alpen vormen een van de hoogste delen van de Alpen. Alleen in de Walliser Alpen en het Mont Blancmassief bevinden zich hogere bergtoppen. De noordkant van de bergketen is het zuidelijke deel van het Zwitserse kanton Bern. De bergketen is de trekpleister van het Berner Oberland.

## Geografie
In het oosten gaan de Berner Alpen aan de andere kant van de Grimselpas en het Haslital over in de Urner Alpen. In het zuiden is het Rhônedal de grens tussen de Berner Alpen en de Walliser Alpen. In het noorden en noordwesten worden de Berner Alpen van de lagere Berner Vooralpen gescheiden door een grote lijn in het landschap, de Hintere Gasse. In het westen grenzen de Berner Alpen aan de lagere bergen in de kantons Vaud en Fribourg.

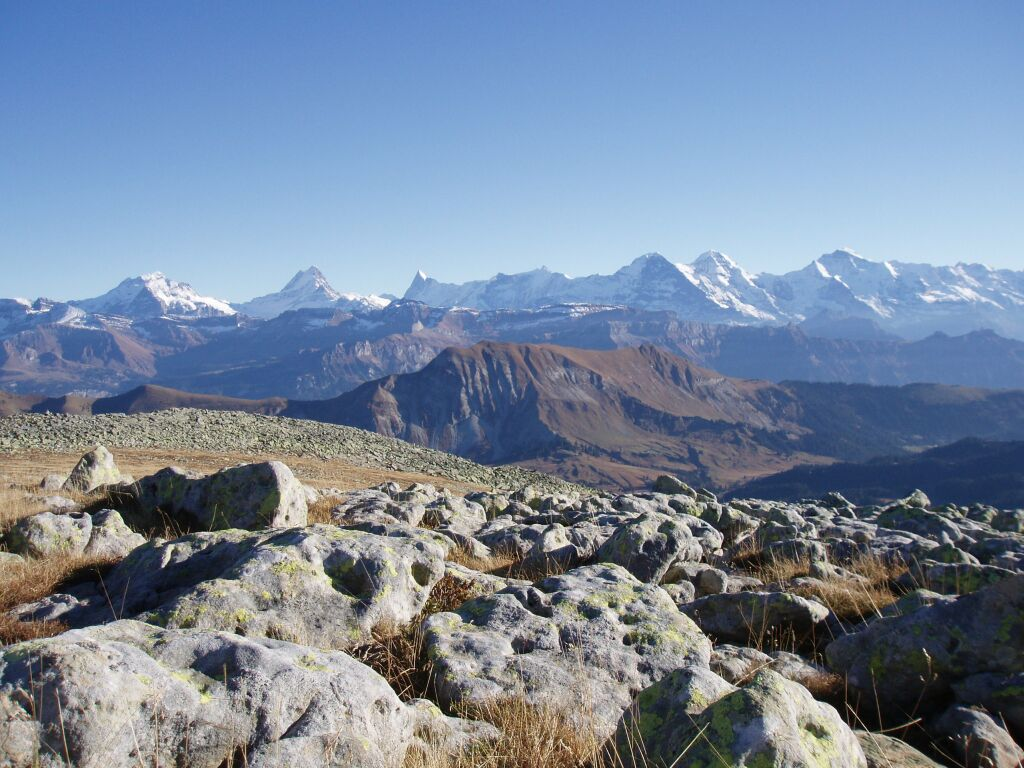
De oostelijke Berner Alpen uit het noorden: van links naar rechts de toppen van de Wetterhorn, Schreckhorn, Finsteraarhorn, Fiescherhorn, Eiger, Mönch en Jungfrau.

De Berner Alpen kunnen in een westelijk en een oostelijk deel worden verdeeld, waarbij de oostelijke toppen hoger zijn dan de westelijke. Van west naar oost zijn de belangrijkste toppen:
Westelijke Berner Alpen
- Les Diablerets, 3210 m
- Wildstrubel, 3243 m
- Wildhorn, 3248 m

Oostelijke Berner Alpen
De negen vierduizenders van de Berner Alpen
- Finsteraarhorn, 4273,9 m
- Aletschhorn, 4195 m
- Jungfrau, 4158,2 m
- Mönch, 4107 m
- Schreckhorn, 4078 m
- Gross Fiescherhorn, 4048,8 m
- Gross Grünhorn, 4043,5 m
- Lauteraarhorn, 4042 m
- Hinter Fiescherhorn, 4025 m

Enkele drieduizenders, gesorteerd naar hoogte:
- Gletscherhorn, 3983 m
- Eiger, 3970 m
- Äbeni Flue (Ebnefluh), 3963 m
- Agassizhorn, 3946 m
- Bietschhorn, 3934 m
- Gross Wannenhorn, 3905 m
- Klein Fiescherhorn (Ochs), 3895 m
- Mittaghorn, 3892 m
- Nesthorn, 3822 m
- Schinhorn, 3797 m
- Lötschentaler Breithorn, 3785 m
- Lauterbrunner Breithorn, 3780 m
- Sattelhorn, 3745 m
- Balmhorn, 3698 m
- Wetterhorn, 3692 m
- Blüemlisalp, 3661 m
- Doldenhorn, 3638 m
- Oeschinenhorn, 3486 m
- Gspaltenhorn, 3436 m
- Fründenhorn, 3369 m

Aan de noordkant, in het kanton Bern, beginnen de noord-zuid georiënteerde dalen in de hoogten van de Berner Alpen:
Van oost naar west:

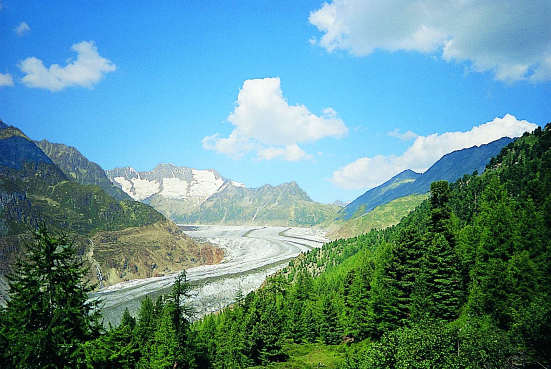
De Aletschgletsjer

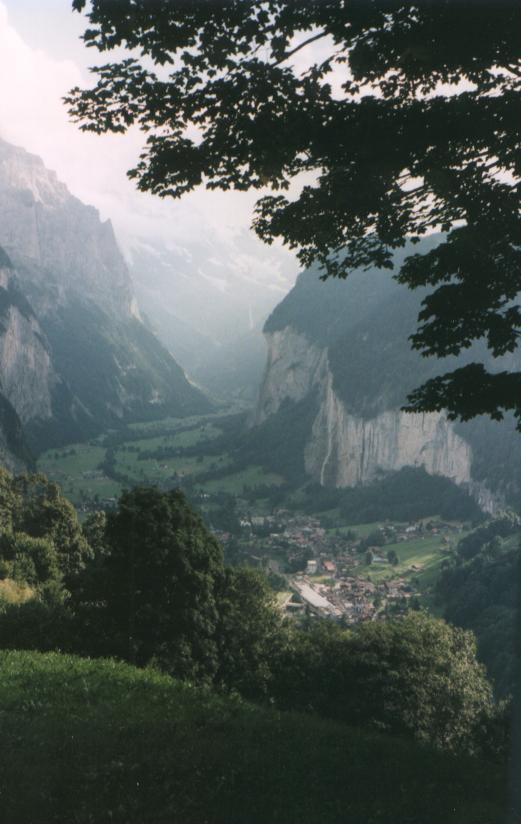
Het Lauterbrunnental is een typisch voorbeeld van een trogdal, met steile wanden.

- Het Haslital met Meiringen, dat naar de Grimselpas loopt.
- Het Lütschental met Grindelwald
- Het Lauterbrunnental met Lauterbrunnen
- Het Kiental
- Het Kandertal met het dorp Kandersteg
- Het Engstligental met het dorp Adelboden
- Het Simmental met het dorp Lenk en Zweisimmen
- Het Louwenental en Saanental met Gstaad
- Het dal van Les Diablerets, dat van oost naar west loopt en in het kanton Vaud ligt.

Aan de zuidkant van de Berner Alpen, in het kanton Wallis, zijn de zijdalen van het Wallis op een paar na veel korter dan de dalen aan de noordkant van de Berner Alpen of aan de zuidkant van het Wallis. Van oost naar west zijn de belangrijkste dalen:
- Het Fieschertal met het gelijknamige dorp dat leidt naar de Fieschergletsjer
- Het dal van de Aletschgletsjer en de Massa. Een paar dorpen tussen het Rhônedal en dit dal zijn Bettmeralp, Riederalp en Belalp.
- Het Lötschental van waaruit de Lötschbergtunnel naar Kandersteg loopt
- Het Dalatal met Leukerbad.

## Geologie en landschap
Gesteentes uit de Berner Alpen worden in de geologie ingedeeld bij de Helvetische Zone. Het oostelijk deel van de Berner Alpen, dat hoger en massiever is dan het westelijk deel, hoort bij het Aarmassief. Gesteentes in dit terrein zijn metamorfe gesteentes uit het Paleozoïcum, die voor de vorming van de Alpen al door de Hercynische gebergtevorming zijn gedeformeerd. Het zijn graniet, amfiboliet, gneis en schist. Ten noorden van deze massieven dagzomen de Helvetische Dekbladen, die voornamelijk uit Krijtaire en Jurassische kalksteen bestaan. De kalksteen helt zeer steil tegen het kristallijne massief aan. Dit komt door de druk uit het zuidoosten bij het omhoog komen van het Aarmassief. De steil staande kalksteen vormt de wand van de Eiger, de Jungfrau bestaat juist uit metamorfe gesteentes van het Aarmassief.
Het westelijk deel van de Berner Alpen bestaat uit Mesozoïsche sedimentaire gesteentes, waaronder veel kalksteen.
Het verschil in geologie is te zien in het landschap. De westelijke Berner Alpen bestaan uit geïsoleerde kalkmassieven, de hoogste top is net iets meer dan 3200 m hoog. Er liggen slechts enkele gletsjers op het karstlandschap. Er voeren enkele passen voor wandelaars over deze bergen. De oostelijke Berner Alpen daarentegen bestaan uit lange bergketens met veel toppen boven de 4000 m, en talloze gletsjers, zodat er geen wegen overheen kunnen lopen. Zelfs te voet is een oversteek hier alleen te doen door ervaren klimmers.
In het oosten van de Berner Alpen ligt een aantal stuwmeren: de Räterichsbodensee, de Grimselsee, en de Oberaarsee.

## Natuur
In het oostelijk deel van de Berner Alpen bevinden zich, per oppervlakte, meer gletsjers dan in andere delen van de Alpen. Daaronder is de langste gletsjer van de Alpen, de Aletschgletsjer. Het gebied Jungfrau-Aletsch telt sinds 2002 onder het werelderfgoed van de UNESCO. Onder meer het Aletschwald is biologisch van groot belang.
Omdat ze aan de noordkant van de Alpen liggen, valt er meer neerslag dan in centrale en zuidelijke gebieden van de Alpen.

## Toerisme en verkeer
In dit deel van de Alpen kwam al in de 19e eeuw toerisme op gang, omdat het vanuit het noordwesten van Europa makkelijker te bereiken is. Het gezicht op de Eiger, Mönch en Jungfrau behoort mede daarom tot de bekendste panorama's van Zwitserland. De Eiger is met zijn steile noordwand ook een bekend fenomeen in de klimsport. Mede hierdoor heeft zich rond 1900 een spoorwegennet kunnen ontwikkelen uit vele particuliere initiatieven. De Berner Alpen vormen een obstakel voor doorgaand verkeer richting het zuiden.